# Cinysca
Cinysca is een geslacht van weekdieren uit de klasse van de Gastropoda (slakken).

## Soorten
- Cinysca alvesi Rubio & Rolán, 2002
- Cinysca arlequin Rubio & Rolán, 2002
- Cinysca bicarinata (Martens, 1902)
- Cinysca dunkeri (Philippi, 1853)
- Cinysca forticostata (E. A. Smith, 1904)
- Cinysca granulata (A. Adams, 1855)
- Cinysca jullieni (Adam & Knudsen, 1969)
- Cinysca semiclausa (Thiele, 1925)
- Cinysca spuria (Gould, 1861)